# TV Salvador
TV Salvador foi uma emissora de televisão brasileira sediada em Salvador, capital do estado da Bahia. Operava no canal 28 UHF e 36 da NET e pertencia à Rede Bahia.

## História
A TV Salvador foi inaugurada no dia 31 de dezembro de 2000, com programação independente, totalmente local. A emissora transmitia, ao vivo, o Festival de Verão, promovido pela IContent, empresa que também faz parte da Rede Bahia, além de exibir programas da TV Bahia, como por exemplo o Na Carona, que era exibido na emissora às 16:50 e 22:15, Aprovado, Bahia Meio Dia, Globo Esporte Bahia, Bahia Rural e Rede Bahia Revista, abrindo espaço também para programas feitos por emissoras da Rede Bahia de Televisão como Canal Aberto, da TV Subaé, Encontro Com, da TV Santa Cruz, Somos Nós, da TV Sudoeste e Tema, da TV São Francisco, além de exibir blocos locais dos telejornais de todas as emissoras do interior.
Em dezembro de 2002, foi assinado um acordo com o GNT de Portugal para exibir algumas de suas produções, principalmente musicais e alguns programas relacionados ao Carnaval, além de dois concertos de Daniela Mercury. O sinal terrestre da TV Salvador se limitava exclusivamente à área metropolitana de Salvador, alcançando em 2002 uma audiência de pouco mais de 750 mil potenciais lares; já o sinal a cabo, alcançando pouco mais de 46 mil domicílios, além de ser captado em Salvador, era também captado nas outras cidades que cobertas pela NET Salvador, em Vitória da Conquista e Itabuna.
Em 19 de janeiro de 2004, a emissora mudou do canal 38 para o canal 36 da NET.
Em 2012, foi confirmada a venda da emissora pela Rede Bahia para um grupo empresarial evangélico. 19 programas passaram a ser transmitidos na retransmissora da Rede Brasil, no canal 51. Em 5 de março de 2013, a emissora encerra oficialmente sua programação, após a concretização da venda.

## Programas
Vários programas compuseram a grade da emissora antes do encerramento.
- Alta Velocidade, com Selma Morais
- Amigos do Aquarela, com Wilson Sales;[13]
- Ativa Idade, com Margareth Ribeiro;
- Bahia Náutica, com Denis Peres;
- Baluarte, com Jony Torres;
- Câmera Express;
- Canal Circuito de Alta Decoração;[14]
- Cartaz;
- Contraplano;
- Em Off;
- Estúdio Vida, com Vanda Martins;
- Fala Bahia, com Emmerson José;[15]
- Falando Nisso, com Joelma Carvalho
- Fama e Sucesso, com Jorge Pedra;[16]
- Ícones, com Tom Mercury
- Imóveis na TV;
- Interseções, com Cláudio Cardoso;
- Linha Aberta, com Genildo Lawinsky;
- Lorotas com Maroca, com Anamara Barreira;[17]
- Mundo Melhor, com Cláudio Cardoso;
- Nomes, com Luzia Santhana;
- PalcoDois, com Sabrina Alves;
- Por Dentro do Esporte & Marketing, com Eliseu Godoy;[18]
- Rutz, com Moisés Souto;
- Só Para Inteligentes, com Juca Chaves;
- Todos os Tons, com Briza Ribeiro;
- Tudo AV, com Andréa Velame;
- TV FTC;[19]
- Vivendo eu Conto, com Patrícia Lane;[20]

Produzidos pela TV Bahia:
- Aprovado, com Jackson Costa;
- Bahia Meio Dia, com Fernando Sodake e Camila Marinho;
- Bahia Rural, com Valber Carvalho;
- Globo Esporte Bahia, com Patrícia Abreu e Tiago Mastroianni;
- Na Carona, com Liliane Reis;
- Rede Bahia Revista, com Anna Valéria, Dalton Soares e Wanda Chase;

Produzido pela TV São Francisco:
- Tema, com Sibelle Fonseca;

Produzido pela TV Santa Cruz:
- Encontro Com, com Renata Smith;

Produzido pela TV Subaé:
- Canal Aberto, com Eduardo Oliveira;

Produzido pela TV Sudoeste:
- Somos Nós, com Daniela Oliveira;